# Carnaval de Vienne

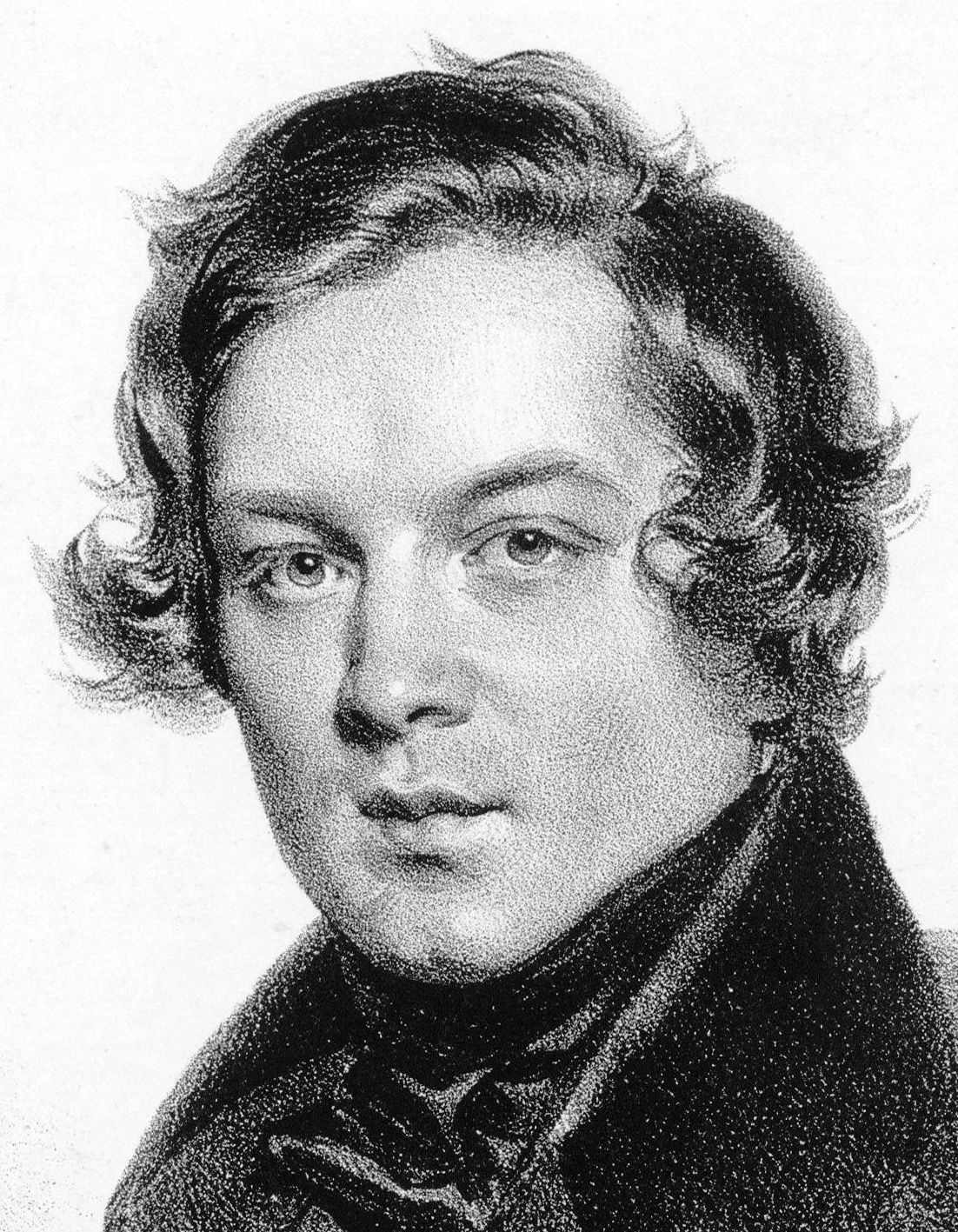
Robert Schumann.

Faschingsschwank aus Wien
Faschingsschwank aus Wien (en français Carnaval de Vienne) op. 26, est une œuvre pour piano de Robert Schumann
Inspiré par son passage à Vienne en 1838, le Carnaval de Vienne fut composé en 1839.
Le Carnaval op 26 se distingue du Carnaval op 9 par son caractère moins intime mais aussi par sa forme. À la place d'une série de petites parties, nous avons affaire ici à une succession de cinq parties de dimensions relativement considérables à savoir : Allegro - Romance - Scherzino - Intermezzo - Finale
Dans le premier mouvement, Schumann cite le thème de La Marseillaise.
Détail des 5 mouvements :
| Allegro    | Sehr lebhaft         | si bémol majeur |
| Romance    | Ziemlich langsam     | sol mineur      |
| Scherzino  |                      | si bémol majeur |
| Intermezzo | Mit grösster Energie | mi bémol mineur |
| Finale     | Höchst lebhaft       | si bémol majeur |

Les trois parties Allegro, Scherzino et Finale s'en tiennent à la tonalité principale de si bémol majeur alors que les deux autres (Romance et Intermezzo) sont en sol mineur et mi bémol mineur.
Le Finale est en la forme d'une sonate classique aboutissant à des grands accords conclusifs, dont la puissance sonore évoque le tutti d'orchestre.